# Człowiek jaskiniowy

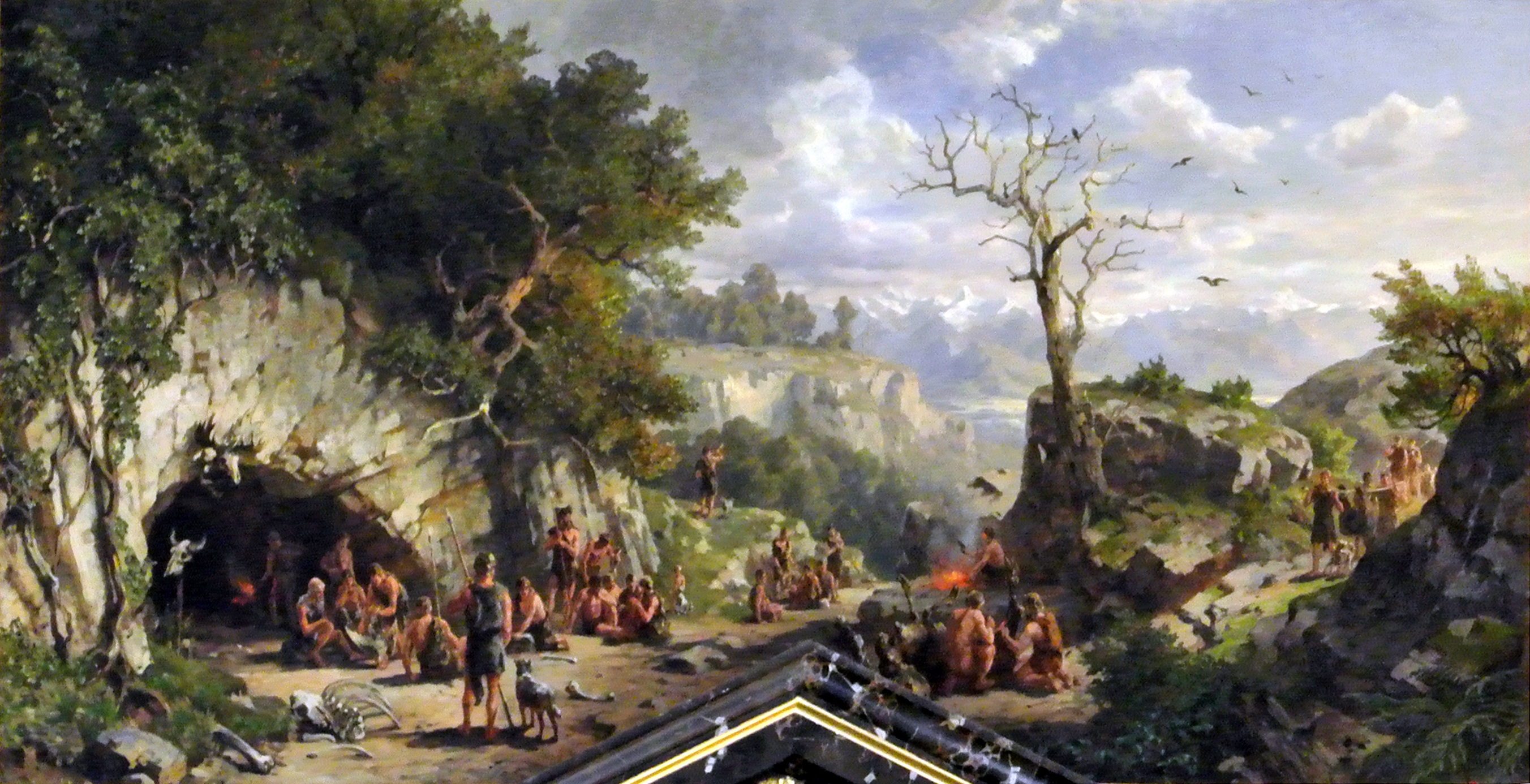
Stylizowane przedstawienie społeczności jaskiniowców

Człowiek jaskiniowy, jaskiniowiec, troglodyta – popularna stylizowana wizja wyglądu i zachowania wczesnych ludzi czy hominidów. Termin jest czasem używany potocznie w odniesieniu do neandertalczyków lub Homo sapiens fossilis ery paleolitycznej, chociaż popularne opisy jaskiniowców są zwykle znacznie nieścisłe.
Termin jest nieprecyzyjny, bo nie wszyscy ludzie tamtego okresu mieszkali w jaskiniach. Jaskinie po prostu dobrze zakonserwowały ich wyroby znalezione tysiące lat później.
Określenie ciągle żyje jako stereotyp w umysłach wielu i jest wykorzystywane w kulturze popularnej, dla przykładu w komiksach B.C. i Alley Oop, czy w kreskówce Flintstonowie.